# محوطه شماره ۵ خوراب
محوطه شماره ۵ خوراب مربوط به دوره سلجوقیان است و در شهرستان ایرانشهر، بخش بمپور، دهستان بمپور شرقی، ۷ کیلومتری غرب شهرک شهید بهشتی واقع شده و این اثر در تاریخ ۳۰ بهمن ۱۳۸۶ با شمارهٔ ثبت ۲۱۱۶۵ به‌عنوان یکی از آثار ملی ایران به ثبت رسیده است.